# Agathidium pallidum
Agathidium pallidum är en skalbaggsart som först beskrevs av Leonard Gyllenhaal 1827.  Agathidium pallidum ingår i släktet Agathidium, och familjen mycelbaggar. Enligt den svenska rödlistan är arten nära hotad i Sverige. Arten förekommer i Nedre Norrland och Övre Norrland. Artens livsmiljö är skogslandskap.